# Ґінован

Ґінова́н (яп. 宜野湾市, ぎのわんし, МФА: [gʲinowaɴ ɕi̥]?) — місто в Японії, в префектурі Окінава.     Отримало статус міста 1962 року. Площа становить 19,70 км². Станом на 1 липня 2012 року населення складало 93 462  осіб, густота населення — 4740 осіб/км².     

## Історія
Протягом 1429–1871 років територія майбутнього міста входила до складу Рюкюської держави. 1871 року остання була перетворена на японський автономний уділ Рюкю. 1879 року цей уділ анексувала Японська імперія, яка перетворила його на префектуру Окінава.
Ґінован отримав статус міста 1 липня 1962 року.